# Vasa - människorna, skeppet, tiden
Vasa 1628 - människorna, skeppet, tiden är en svensk dokumentärfilm från 2011 med dramatisering om bygget av Vasa, av Anders Wahlgren. Den visades på SVT1 i två delar under årsskiftet 2011-2012. Filmen innehåller förutom en hel del greenscreen scener från i 1600-talets Stockholm, även arkivbilder och filmscener från när Vasa bärgades.